# Miran Velkoborský
Miran Velkoborský (ur. 18 lipca 1946) – czeski kierowca wyścigowy.

## Życiorys
Karierę sportową rozpoczął od startów w rajdach. W 1970 roku rywalizował BMW 1800 TI m.in. w mistrzostwach Czechosłowacji. Następnie podjął starty w wyścigach samochodów sportowych. Od 1973 roku rywalizował MTX. W latach 1976–1977 wygrał MTX 2-01 dwa wyścigi w ramach mistrzostw Czechosłowacji. Ponadto w 1977 roku rozpoczął uczestnictwo w Interserii. Następnie rozpoczął rywalizację MTX 2-03. W latach 1978–1979 zdobył wicemistrzostwo kraju. Następnie skoncentrował się na startach Formułą Easter w wyścigach górskich.